# Rozłącznik
Rozłącznik (ang. switch) – połącznik przeznaczony do włączania i wyłączania określonych prądów roboczych, w tym również przeciążeniowych, zdolny do długotrwałego przewodzenia swego znamionowego prądu cieplnego oraz do krótkotrwałego przewodzenia określonych prądów zwarciowych.
Jest to łącznik elektryczny używany do wyłączania prądów roboczych, o wartościach nieprzekraczających dziesięciokrotnej wartości prądu znamionowego. W przypadku rozłączników niskonapięciowych czynności łączeniowe mogą być określane kategorią użytkowania i klasą rozłącznika. 
Rozłącznik bezpiecznikowy oraz rozłącznik z bezpiecznikami posiadają funkcję zabezpieczenia elektrycznego w postaci bezpiecznika elektrycznego.
Przykładem rozłącznika jest stycznik.